# Атриовентрикулярная блокада
Атриовентрикулярная блокада (АВБ) — разновидность блокады сердца, обозначающая нарушение проведения электрического импульса из предсердий в желудочки (атриовентрикулярная проводимость), нередко приводящее к нарушению ритма сердца и гемодинамики. Выделяют три степени атриовентрикулярной блокады.

## Этиология и патогенез
В основе нарушения проводимости могут лежать как функциональные причины: интенсивные занятия спортом, употребление некоторых лекарств (β-блокаторы, антиаритмические препараты, сердечные гликозиды, внутривенное введение папаверина и дротаверина (но-шпы) и др.), так и органические заболевания: ишемическая болезнь сердца, инфаркт миокарда, миокардиты, кардиомиопатии, пороки сердца и др. Это приводит к поражению наиболее слабого звена проводящей системы сердца: атриовентрикулярного соединения. В результате электрический импульс или достигает желудочков с задержкой или проведение его частично или полностью блокируется.

## Классификация

### Атриовентрикулярная блокада 1 степени
Возникает, когда электрический импульс из предсердий в желудочки проводится медленнее, чем обычно. Клинически эта степень никак не проявляется и обычно является только электрокардиографической находкой. Эта степень блокады не требует никакого лечения, однако, со временем может возникнуть АВБ более высоких степеней. 

Некоторые лекарственные препараты, урежающие частоту сердечных сокращений: β-блокаторы, антиаритмические препараты, при АВБ 1 степени нужно применять с осторожностью. На электрокардиограмме блокада 1 степени проявляется только удлинением интервала P-Q(R). Следует информировать своего врача о наличии атриовентрикулярной блокады.

### Атриовентрикулярная блокада 2 степени
Возникает, когда не все электрические импульсы проводятся к желудочкам. Клинически АВБ 2 степени проявляется ощущениями внезапной слабости, потемнением в глазах, перебоями в работе сердца. Иногда возникают эпизоды внезапной потери сознания, когда подряд несколько электрических импульсов не проводятся к нижним камерам сердца. 

Для постановки диагноза нужна регистрация электрокардиограммы (ЭКГ). Высокой степенью атриовентрикулярной блокады считается 2 и 3 степень, в этом случае требуется оперативное вмешательство — постановка электрокардиостимулятора.

### Атриовентрикулярная блокада 3 степени
Полная атриовентрикулярная блокада (полная поперечная блокада) - возникает, когда электрические импульсы от предсердий не проводятся на желудочки. В этом случае предсердия сокращаются с нормальной частотой, а желудочки сокращаются редко. Частота сокращений желудочков зависит от уровня, на котором находится очаг автоматизма. Клетки ствола пучка Гиса могут генерировать импульсы с частотой до 45 в мин, а если очаг автоматизма располагается на уровне волокон Пуркинье - то около 20 в мин. Этого недостаточно, чтобы поддерживать нормальный уровень оксигенации коры головного мозга, поэтому человек с ЧСС 20 в мин обычно находится без сознания.
Полная атриовентрикулярная блокада - самый тяжелый и опасный вид из всех брадиаритмий. Возможна неожиданная полная остановка сердечной деятельности (внезапная сердечная смерть).

## Лечение
Атриовентрикулярная блокада 1 степени требует только наблюдения.
Если блокада 2 или 3 степени связана с употреблением лекарственных препаратов (сердечные гликозиды, антиаритмические препараты, β-блокаторы), необходима корректировка их дозы вплоть до полной отмены. При органической блокаде, связанной с инфарктом миокарда, миокардитом, кардиосклерозом, болезнью Ленегра и др., в краткосрочной перспективе проводится лечение β-адреномиметиками (изопреналин или орципреналин), в долгосрочной перспективе жизнеспасающим методом является установка портативного кардиостимулятора.